# Pelasgiòtida
La Pelasgiòtida (grec antic: Πελασγιῶτις) era un districte de Tessàlia habitat pels pelasgiotes o pelasgs, que s'estenia per la vall del riu Tempe, al nord de la ciutat de Feres. S'estenia cap al sud, a la vora del Peneu, per la banda occidental del Mont Ossa i el mont Pèlion. Segons Estrabó també rebia el nom de Plana Pelàsgica.
La seva capital era Larisa. Era la part nord-est del país exclosa la península de Magnèsia. Eren ciutats importants de la Pelagiòtida: Crannon, Àtrax, Girton, Feres, Escotussa i altres. També pertanyien a la Pelasgiòtida el territori de Cinoscèfales i el riu Onquest.